# Хатай (аэропорт)
Аэропорт Хатай (тур. Hatay Havalimanı) — международный аэропорт, расположенный в городе Антакья, Турция.
В результате землетрясения 6 февраля 2023 года взлётная полоса аэропорта была существенно повреждена, аэропорт больше не может принимать самолёты. 
Данные из запроса в Викиданные.